# Aspidium cornucervi
Aspidium cornucervi là một loài thực vật có mạch trong họ Dryopteridaceae. Loài này được D. Don miêu tả khoa học đầu tiên năm 1825.